# Magnolia hamorii
Magnolia hamorii là một loài thực vật có hoa trong họ Magnoliaceae. Loài này được Howard mô tả khoa học đầu tiên năm 1948.